# Monestir de Gudarekhi
El monestir de Gudarekhi (en georgià: გუდარეხის მონასტერი) està situat a Geòrgia, a la regió de Kvemo Kartli: des del nord a uns 8 quilòmetres es troba el poble de Gudarekhi. El complex està inscrit en la llista de Monuments Culturals destacats de Geòrgia.

## Història

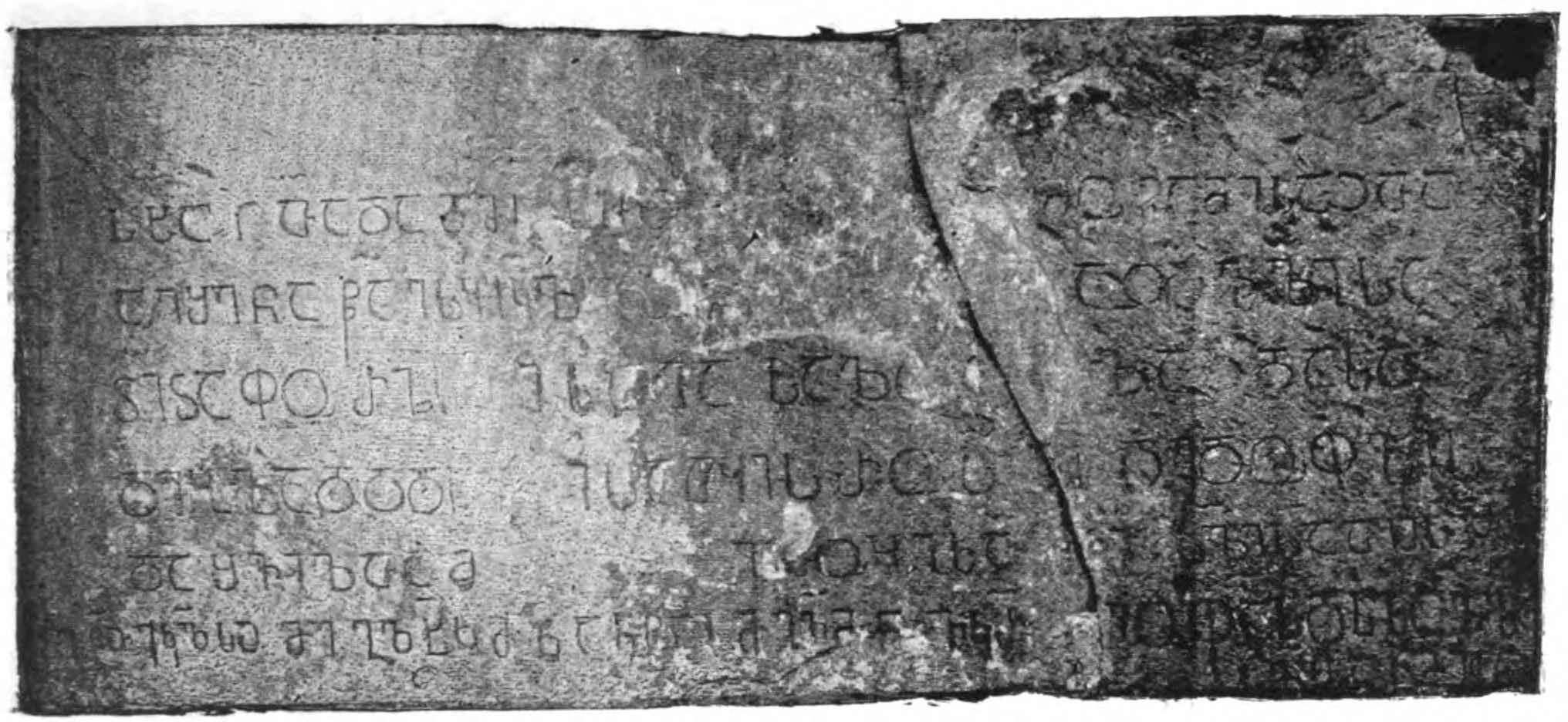
Inscripció al mur de la façana. Publicat per E. Taqaishvili el 1904

Una recerca arqueològica a gran escala de la zona es va portar a terme el 1938 i el 1939. Va revelar les restes d'un assentament urbà medieval amb una producció de ceràmica ben desenvolupada. El complex consta d'un palau en ruïnes, locals d'habitatges, un celler, un edifici de pilastres i diverses altres estructures que daten dels segles XII-XIII i XVI-XVII.
El temple principal de Gudarekhi està construït per l'arquitecte Chichaporisdze, segons consta en una inscripció del mur de l'església: «Aquesta església santa va ser construïda per Chichaporisdze, un gran pecador, per donar glòria a la reina Russudan i els seus descendents».

## Arquitectura

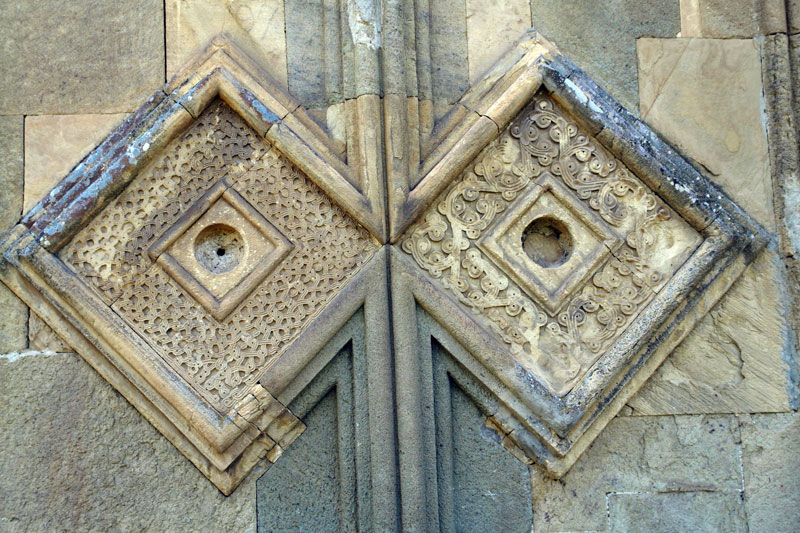
Pedres triangulars tallades en la façana oriental

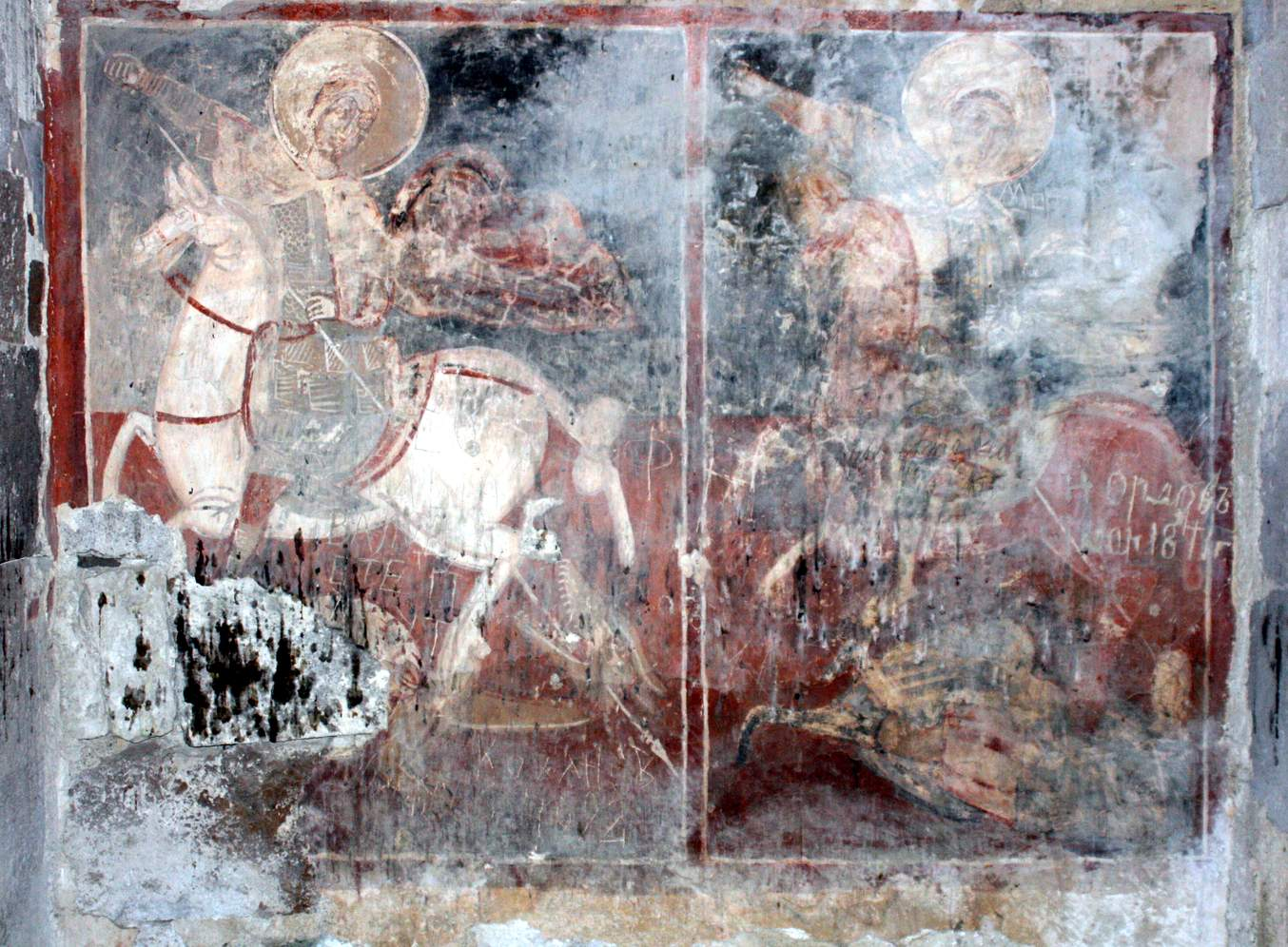
Restes dels frescs a l'església

El monestir de Gudarekhi s'alça sobre un pujol boscós, a l'oest del poble homònim. El complex està tancat per un mur en ruïnes, dintre del qual es troben la majoria de les estructures. L'església principal, dedicada a Theotokos, és un disseny d'església de planta de saló, que fa 16,2 m × 9,5 m, sense annexos, i està construïda amb blocs de pedra groguenca tallada suaument. Acaba en un absis semicircular a l'est i té l'única entrada al sud. Es conserven fragments de pintures murals. Les façanes estan ricament tallades. La façana oriental té dues osques triangulars i a la part superior de la finestra n'hi ha una gran creu tallada.
El campanar de dos pisos amb planta rectangular va ser construït el 1278 per Demetri II de Geòrgia, i és el campanar amb data més antiga que existeix a Geòrgia. La planta baixa del campanar està oberta; la part superior és una sala hipòstila amb vuit pilars arcats i una petita cel·la que descansa sobre seu. Una inscripció en alfabet georgià asomtavruli al mur oriental commemora el rei Demetri II de Geòrgia i el sacerdot Abraham.
L'església anteriorment contenia un iconòstasi molt decorat que ara s'exhibeix al Museu d'Art de Geòrgia a Tbilisi. El monestir és sota la supervisió de les diòcesis de Mangli i Tsalka. El complex va ser reparat el 2006.